# La madre muerta
La madre muerta és una pel·lícula espanyola dirigida en 1993 per Juanma Bajo Ulloa. És el segon llargmetratge del director. Aquesta considerada com la millor obra de l'autor, aconseguint l'estatus d'obra de culte. Va ser el primer paper protagonista de Karra Elejalde, en una interpretació magistral d'un assassí psicòpata. També sobresurt la interpretació d'Ana Álvarez com a deficient mental.

## Repartiment
- Karra Elejalde (Ismael López de Matauko)
- Ana Álvarez (Leire)
- Silvia Marsó (Blanca)
- Lio (Maite)
- Elena Irureta (directora)
- Ramón Barea (propietari Club Nocturn)
- Gregoria Mangas (Sra. MIllas)
- Marisol Saes (madre)
- Raquel Santamaría (Leire nena)
- José Sacristán (infermer)

## Argument
La pel·lícula està rodada a Miranda de Ebro, Agurain i Vitòria. Ismael ha comès diversos assassinats, però un d'ells va ser presenciat per Leire, filla d'una de les víctimes. Arran d'això viu completament obsessionat per la possibilitat que la nena el delati algun dia. Vint anys després, per a acabar amb la seva incertesa, se li ocorre segrestar la noia per veure si encara recorda l'assassí de la seva mare...

## Palmarès cinematogràfic
Medalles del Cercle d'Escriptors Cinematogràfics de 1993
| Categoria     | Candidat          | Resultat  |
| ------------- | ----------------- | --------- |
| Millor música | Bingen Mendizábal | Guanyador |

VIII Premis Goya
| Categoria                    | Candidat              | Resultat  |
| ---------------------------- | --------------------- | --------- |
| Millors efectes especials    | Hipólito Cantero      | Guanyador |
| Millor director              | Juanma Bajo Ulloa     | Nominat   |
| Millor muntatge              | Pablo Blanco Somoza   | Nominat   |
| Millor direcció de producció | Ricardo García Arroyo | Nominat   |
| Millor fotografia            | Javier Aguirresarobe  | Nominat   |

1993:
- Festival Internacional de Cinema de Mont-real (Millor Director)
- Festival Internacional de Cinema d'Estocolm (Millor Actriu: Ana Álvarez, Premi de la Crítica a la Millor Pel·lícula, Festival Internacional de Cinema de Puerto Rico, Premi del Público, Premi de la Crítica Internacional a la Millor Pel·lícula)

1994:
- Festival de Cartagena de Indias (Millor Actriu: Ana Álvarez)
- Cinéma Méditerranée a Montpeller (Premi del Público: Millor Pel·lícula)
- Festival Internacional de Cinema Van-Vlaanderen a Gant -Bèlgica- (Premi del Govern Flamenc a la Distribució)
- Bandeira Paulista en la Mostra de Cinema de Sao Paulo -el Brasil- (Millor Pel·lícula)

1995:
- Festival Internacional de Cinema Fantàstic Fantasporto -Portugal- (Millor Director: Juanma Baix Ulloa, Millor Actor: Karra Elejalde, Premi del Públic a la Millor Pel·lícula)
- Festival du Film d'Action et d'Aventure de Valenciennes (Gran Premi Lino Ventura a la Millor Pel·lícula)
- International Thriller Film Festival of Cognac -França- (Esment Especial del Jurat a la Millor Actriu: Ana Álvarez XIII)

1996:
- Festival Internacional de Cinema, Aubagne (Premi al Millor Actor: Karra Elejalde, Premi del Jurat a la Millor Pel·lícula)

1997:
- MedFilm Festival Laboratori -Itàlia- (Premi Amore e Psyche)